# 椎野秀聰
椎野 秀聰（しいの ひでさと、1947年5月20日 - ）は、茨城県生まれで東京出身の実業家、楽器設計コンサルタント。ヤマハ、フジゲンなどで楽器ブランドを興し、ベスタクス株式会社を創業した。椎野正兵衛商店店主。
出生地は茨城県と紹介されているが、東京都である（本人談）。茨城県は、氏の祖父である椎野正兵衛氏の出身地である。祖父の正兵衛氏は、明治時代、横浜を拠点に絹の取引を手広く行っていたようで、後に横浜で氏が復活した「椎野正兵衛商店」の由来となっている。
日本のギターの草創期における名プロデューサー。数多くの素晴らしい楽器を送り出している。

## 来歴
1947年に茨城県真壁郡新治村で生まれる。東京都立千歳高等学校の高校生時代からバンド活動を開始したのち、叔父の祖父が創業した日本楽器製造に入社する。ヤマハを退社後に富士弦楽器製造へ入社して「グレコ」ブランドのエレキギターを設計してマーケティングに携わる。
アイスクリーム・コーポレーションを創業し、音楽制作、イベント企画、マーケティング企画などを行う。アイスクリーム・コーポレーションを解散後の1975年に株式会社イーエスピーを設立し、ギターなどの楽器設計製造を行う。のちにギターショップPACOを開業する。
1977年にイーエスピーを退社して椎野楽器設計事務所を設立する。1983年にモリダイラ楽器の依頼でH.S.Andersonブランドのギターを設計し、一時は販売停止されたが2009年にH.S.AndersonのMAD CATが復活する。1987年に椎野楽器設計事務所をベスタクス株式会社に改称し、ボイスチェンジャー、エフェクター、DJ機器などを開発・生産・販売した。2002年にベスタクスを退社、2006年に会長として復帰するが2010年に再び退き、その後ベスタクスは2014年に破綻する。
2002年に曽祖父の椎野正兵衛が創業した絹織物事業を受け継いで株式会社椎野正兵衛商店として再興し、4代目店主として「S. Shobey」ブランドを興す。
2016年にプロジェクトStpvestax LLPを立ち上げ、2017年にブランド「stpVx」でDJミキサー「鳳凰」を発売する。

## 著書
- 『僕らが作ったギターの名器』（文春新書、2010年）ISBN 978-4-16-660770-9